# Sibilant
Sibilant (av lat. sibilo ’väsa, vissla’), är en frikativa med särskilt ”skarp”, visselliknande klang. Akustiskt förklaras ”skärpan” med att ljudet innehåller höga frekvenser med stor energi. Den myckna högfrekventa energin är en följd av att luftflödet är koncentrerat till en smal ränna utmed tungans mitt. Luften uppnår därför högre fart än icke-sibilanter, och detta ger en kraftigare turbulens. När det snabba, koncentrerade luftflödet träffar tändernas hårda yta förstärks det högfrekventa ljudet ytterligare.
Exempel på sibilanter (tonlösa~tonande) är [s]~[z], [ʃ]~[ʒ], [ʂ]~[ʐ], m.fl.